# Хліб Рамадан
Хліб Рамада́н (тур. Ramazan pidesi; у Сирії його називають: Mishtah) — різновид хрусткого хліба з м'якими дріжджами. Поширений у східних країнах.
Цю назву він дістав, бо його готують у священний місяць Рамадан. Він вважається одним із найважливіших звичаїв і традицій, оскільки цей вид хліба купують і їдять, або готують вручну вдома в період сухуру та іфтару.
Деякі джерела вказують на те, що хліб Рамадан є турецькою стравою, інші — вказують на його сирійське походження. Точне місце виникнення хліба невідоме, але наразі він популярний у східних країнах і країнах Леванту.
Рамадан округлої та досить плоскої форми, має скоринку, подібну до плетіння, виготовлену з пшеничного борошна з дріжджами та посипаною кунжутом і насінням чорнушки посівної.